# El Retén
El Retén é um município da Colômbia, localizado no departamento de Magdalena.